# 安徽文學
《安徽文学》是中華人民共和國安徽省的一個文學月刊，也是是中華人民共和國建國後安徽历史最悠久的文学期刊。曾由安徽省文学艺术界联合会主辦，該期刊主要发表小说、散文、报告文学、诗歌、杂文等文学作品以及文学评论。安徽文學创办于1952年，當時名為《安徽文藝》，1956年更名為《江淮文學》，1959年更名為《安徽文學》。